# Callistege suffusa
Callistege suffusa là một loài bướm đêm trong họ Erebidae.